# Richard de Fournival

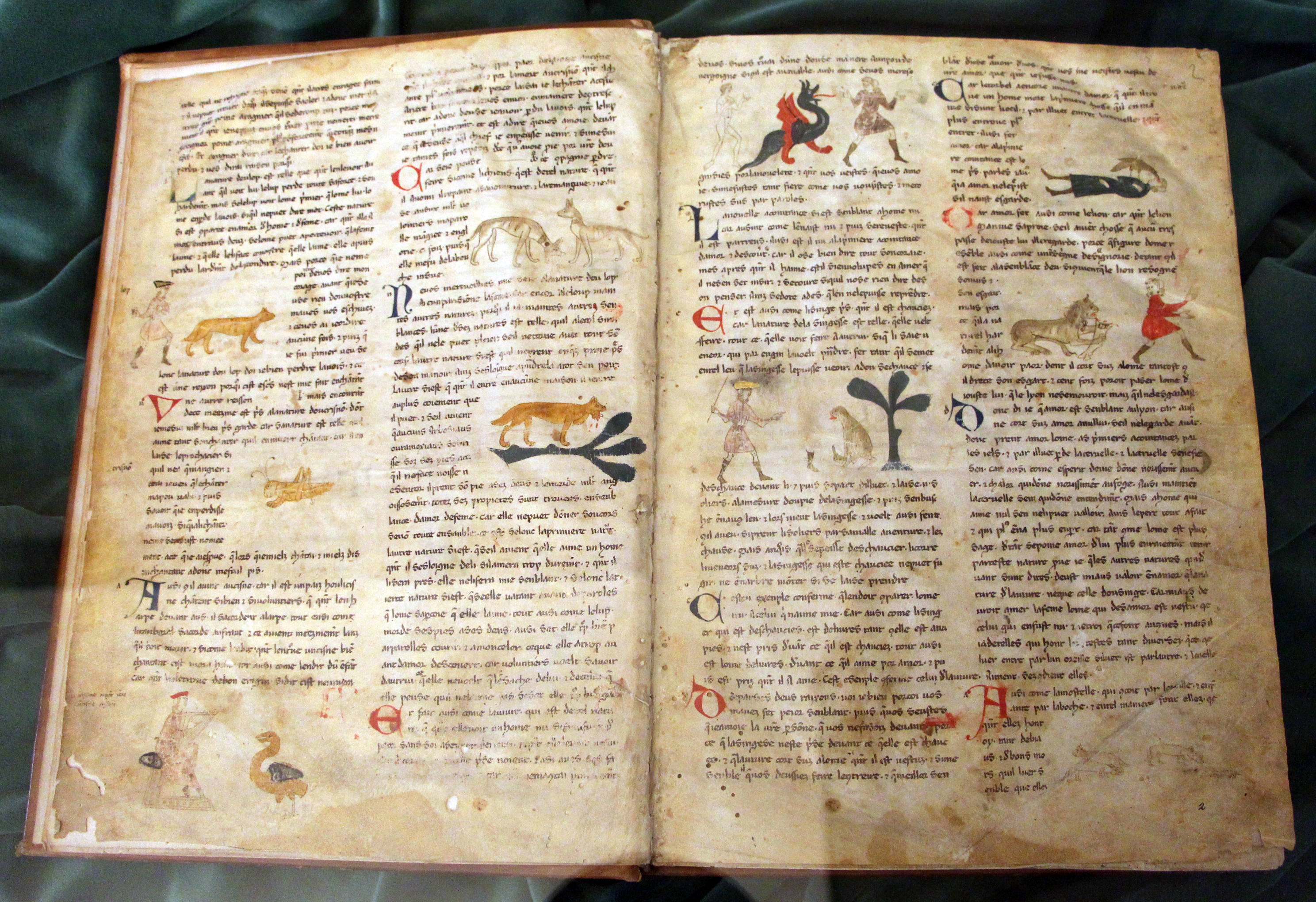
Bestiaire d’amour, XIV wiek (Biblioteca Medicea Laurenziana)

Richard de Fournival (10 października 1201 w Amiens, zm. 1260) – średniowieczny filozof i poeta.

## Życiorys
Był synem Elisabeth de la Pierre i Rogera de Fournivala – osobistego lekarza króla Francji Filipa II Augusta. Był kanonikiem i diakonem, a więc zajmował w hierarchii kościelnej dość znaczącą pozycję. Jego zainteresowania wybiegały jednak poza mury kościoła, zajmował się bowiem filozofią. Stworzył wiele dzieł z dziedziny algebry, astronomii, astrologii i alchemii. Znany jest jednak przede wszystkim jako twórca poematów miłosnych, w tym głośnego Bestiare d’amours.